# 공개공지

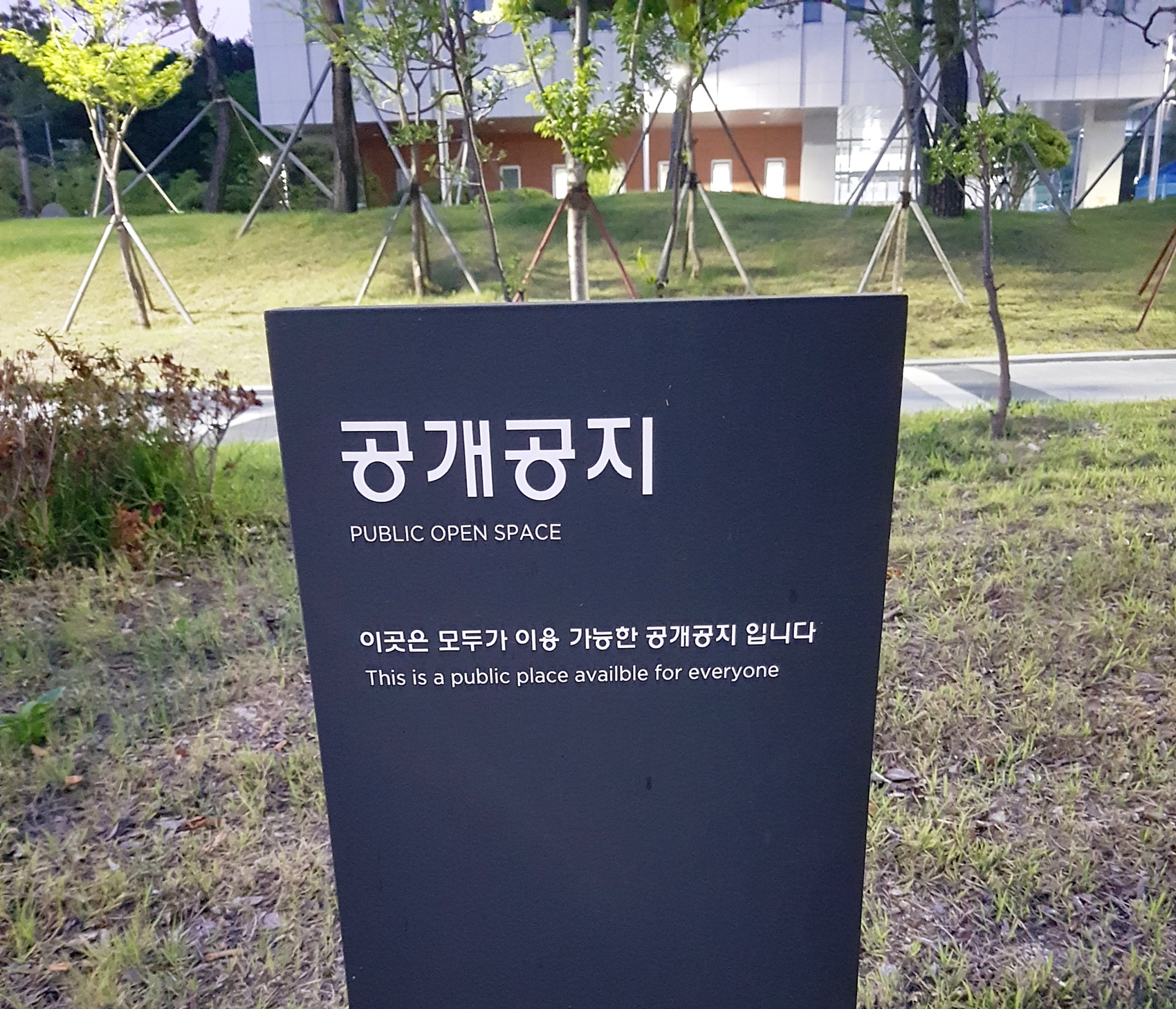
공개공지 표지

공개공지(公開공지)란 대지면적에서 일반이 사용할 수 있도록 설치하는 공개공지 또는 공개공간을 말한다.
도시환경을 쾌적하게 조성하기 위하여 일정 용도와 규모의 건축물은 일반이 사용할 수 있도록 소규모 휴게시설 등의 공개공지 또는 공개공간을 설치하여야 한다.
일반주거지역, 준주거지역, 상업지역, 준공업지역 및 특별자치시장·특별자치도지사 또는 시장·군수·구청장이 도시화의 가능성이 크거나 노후 산업단지의 정비가 필요하다고 인정하여 지정·공고하는 지역에서 다음의 건축물을 건축하고자 하는 경우에는 대지면적의 10% 이하의 범위에서 건축조례가 정하는 바에 따라 공개공지 또는 공개공간을 확보하여야 한다. 
1. 바닥면적의 합계가 5천m2 이상인 문화 및 집회시설, 종교시설, 판매시설(농수산물유통시설은 제외), 운수시설(여객용 시설만 해당), 업무시설 및 숙박시설
2. 그 밖에 다중이 이용하는 시설로서 건축조례로 정하는 건축물

공개공지 또는 공개공간은 공중이 이용할 수 있도록 다음의 기준에 따라 설치하여야 한다. 이 경우 공개공지는 필로티의 구조로 설치할 수 있다.
1. 물건을 쌓아 놓거나 출입을 차단하는 시설을 설치하지 아니할 것
2. 환경친화적으로 편리하게 이용할 수 있도록 긴 의자 또는 조경시설 등 건축조례로 정하는 시설을 설치할 것

#### 용적률 완화
공개공지 또는 공개공간을 설치하는 경우에는 해당 지역에 적용하는 용적률의 1.2배 이하, 해당 건축물에 적용하는 높이기준의 1.2배 이하의 범위에서 건축조례로 정하는 바에 따라 완화 적용을 받을 수 있다.

## 같이 보기
- 조경
- 공공재
- 공공장소

## 참고자료
- 「건축법」 제43조
- 「건축법 시행령」 제27조의2